# Акваріум (книга Олексія Чупи)
«Акваріум» — роман українського письменника  Олексія Чупи, написаний в жанрі антиутопії. Присвячений проблемі існування тоталітарних суспільств в найрізноманітніших формах. Перший прозовий твір автора.
Світлана Пиркало зазначає: «Сюжет прозоро натякає на суспільні протистояння останнього десятиліття. Тут згадані і Майдан, і Кравчук, і арешти з голодуваннями, і купони, і депутати-журналісти, і розмірковування про сіру масу і рабство, яке годі вилікувати».
Книжка потрапила до довгих списків літературної премії Книга року Бі-Бі-Сі.
Роман надрукувано харківським видавництвом «Vivat» у 2015 році. Книга вийшла у серії сучасної української інтелектуальної прози «Вітражі».
Роман-антиутопія «Акваріум» розкриває природу диктатури і розповідає про жорстокий соціальний експеримент, усередині якого, саме того не знаючи, живе українське суспільство.